# Gorenje Radulje
Gorenje Radulje este o localitate din comuna Škocjan, Slovenia, cu o populație de 59 de locuitori.